# Informe Davignon
El informe Davignon, publicado el 27 de octubre de 1970, es un informe sobre la futura política exterior de los Estados miembros de la Comunidad Económica Europea. Fue escrito por una comisión encabezada por Étienne Davignon, funcionario del Ministerio de Asuntos Exteriores de Bélgica. Esta comisión fue designada por el Consejo de la Comunidad Europea para hacer propuestas sobre la cooperación política entre los Estados miembros. El documento dio nacimiento a la cooperación política europea, a la que un segundo informe, el informe Copenhague —elaborado en las mismas condiciones— dio un nuevo impulso.

## Contenido del informe
La declaración de principios del informe Davignon indicaba, entre otras cosas,que «convenía, de acuerdo con el espíritu de los Tratados de París y de Roma, dar forma a la voluntad de una unión política que nunca ha cesado de sostener los progresos de las  Comunidades Europeas» y que «los desarrollos de las Comunidades Europeas imponían a los Estados miembros la  necesidad de incrementar su cooperación política y, en una primera etapa, dotarse de medios de armonizar sus puntos de vista en materia de  política internacional».
Estos principios se resumían en:

asegurar, por medio de información y de consultas regulares, una mejor comprensión mutua de los problemas de la política internacional y sembrar la solidaridad favoreciendo una armonización de los puntos de vista, la concertación de actitudes y, cuando pareciera posible y deseable, acciones comunes